# Куре (комбінат)
Комбінат Куре, також Куре сейтецу-сьо (яп. 日新製鋼呉製鉄所) — металургійний комбінат в Японії, у місті Куре префектури Хіросіма. Належить металургійній компанії Nisshin Steel. Один з 12 металургійних комбінатів Японії з повним виробничим циклом.
Став до ладу 1951 року як металургійний завод з неповним металургійним циклом.

## Історія
Металургійний завод у місті Куре було засновано 1951 року компанією «Нічіа сейко» (яп. 日亜製鋼), яка з 1959 року ввійшла до складу компанії Nisshin Steel («Нісін сейко»). 1962 року на заводі задуто першу доменну піч, 1966 року — другу доменну піч, що перетворило завод на підприємство з повним металургійним циклом.
1982 — експлуатація другого обладнання гарячого вальцювання.
1 квітня 2019 року — Nippon Steel & Sumitomo Metal змінила свою торгову назву на Nippon Steel, а Nissin Steel змінила свою торгову назву на Nippon Steel Nissin Steel Co., Ltd. Вона була перейменована на "Kure Steel Works".
1 квітня 2020 року — через реорганізацію Nippon Steel вона стала частиною Nippon Steel Setouchi Steel Works.

## Сучасний стан
На комбінаті працюють 2 доменних печі об'ємом 2650 м³ і 2080 м³.